# Farman III

Farman III, omkring 1909

Farman III var ett tidigt franskt flygplan som konstruerades och flögs av Henri Farman 1909. Konstruktionen användes av andra, i så stor utsträckning att liknande flygplan benämndes "Farmantypen".
Henry Farmans första flygplan, som han köpt av Bröderna Voisin 1907, kallades Voisin-Farman I. Han förbättrade konstruktionen, och Bröderna Voisin byggde ett nytt flygplan, Farman II, med hans modifieringar inkluderade. Detta flygplan sålde Bröderna Voisin senare till John Moore-Brabazon. Denne tog över det till England. Detta gjorde Farman arg och ledde till att han bröt sina kontakter med Bröderna Voisin i början av 1909 och började bygga ett flygplan på egen hand.
Farman III var, liksom Voisins flygplan, ett dubbeldäckat flygplan med skjutande propeller. Lateral kontroll sköttes av höjdroder på både övre och undre vingar. 
Flygplanet flögs första gången i april 1909. Flygplanskroppen var byggd i trä, huvudsakligen ask, med vingar och stjärt klädda med tyg. Den ursprungliga motorn var en 50 hk fyrcylindrig vattenkyld Vivinus, men denna ersattes av den nya  50 hk Gnome Omega roterande motor i samband med tävlingen Grande Semaine d'Aviation i Reims. 
Farman III:s konstruktion fick stor betydelse för flygplanskonstruktion i Europa, särskilt i England. Liknande flygplan där var Bristol Boxkite, Short S.27 och Howard Wright 1910 Biplane.
Den ursprungliga Farman III finns på Tokorozawas flygmuseum i Japan. En replika finns på Aténs krigsmuseum, en på Militärhistorisches Museum Flugplatz Berlin-Gatow, en på Museo Nazionale Scienza e Tecnologia Leonardo da Vinci i Milano.
Dessutom finns en flygande replika med något modifierad vingprofil från 2011 i Litauen.